# نييف دي ميدينا
نييف دي ميدينا (بالإسبانية: Nieve de Medina) هي ممثلة ومخرجة مسرحية إسبانية، ولدت في عام 1962 في مدريد في إسبانيا.

## روابط خارجية
- Nieve de Medina على موقع IMDb (الإنجليزية)
- Nieve de Medina على موقع قاعدة بيانات الفيلم (الإنجليزية)